# Figaro e Cleo
Figaro e Cleo (Figaro and Cleo) è un cortometraggio del 1943 diretto da Jack Kinney e Ben Sharpsteen (non accreditati). Come dice il nome i protagonisti di questo corto sono Figaro e Cleo, il gattino e la pesciolina apparsi per la prima volta nel film Pinocchio.

## Trama
Figaro è un gattino bianco e nero la cui proprietaria è la zia Delaila. Figaro affamato vorrebbe mangiarsi Cleo la graziosa pesciolina della padrona, ma lei si rifiuta. Un giorno Figaro resta sotto la gonna della zia Delaila che infastidita, lo scaccia via con un colpo di scopa. A quel punto Figaro si mette a giocare con un gomitolo di lana ma mette in disordine la stanza. Dopo averlo sgridato la zia Delaila lo mette in punizione lasciandolo senza latte, senza zuppa e senza cuscino. Proprio in quell'istante Figaro guarda nella sua ciotola vuota per poi girare lo sguardo verso Cleo, immaginandosela in un piatto. Così Figaro prende di nascosto dallo sgabuzzino un amo per lenza e si dirige di soppiatto alla vaschetta di Cleo. Dopo essersi nascosto, Figaro immerge l'amo nella vaschetta. Per poco Cleo non abbocca ma la zia Delaila interviene giusto in tempo. Stanca del suo continuo lavorare, la zia Delaila si mette a schiacciare un pisolino. Tuttavia, il suo eccessivo russare fa tremare il tavolo facendo sì che Figaro si avvicina a Cleo rimbalzando. Figaro approfitta della situazione per prendere Cleo, solo per venire nuovamente fermato dalla zia Delaila che minaccia di sculacciarlo. Così lega la coda di Figaro alla sedia per limitare le sue monellerie. Ma il suo russare fa rimbalzare la vaschetta di Cleo verso Figaro che tenta di mangiarsela ma cade dentro la vaschetta e rischia di affogare. Fortunatamente la zia Delaila lo salva appena in tempo. Poi dice chiaramente a Figaro che in casa sua deve "regnare la pace e regnare sovrana". Dopo ciò Figaro e Cleo fanno pace e la zia Delaila afferma a Figaro che "il suo cuoricino non è così nero come la sua pellicetta". Per premiarlo della sua promessa di continuare sulla retta via, gli versa il latte nella ciotola.

## Distribuzione

### Edizione italiana
Il corto arrivò in Italia nel maggio 1988 e venne incluso nella VHS Paperino, Pippo, Pluto e...; il doppiaggio fu eseguito dal Gruppo Trenta. Nel 1996, per la trasmissione televisiva, il corto fu ridoppiato dalla Angriservices Edizioni. Tale doppiaggio venne incluso nel 2000 nella VHS Gli Aristogatti e usato nelle varie occasioni successive.

### VHS
- Paperino, Pippo, Pluto e... (maggio 1988)[1]
- Gli Aristogatti, febbraio 2000 (al termine del film)[2]